# Gustavo Álvarez (entrenador)
Gustavo Álvarez (Lomas de Zamora, Buenos Aires, Argentina; 24 de noviembre de 1972) es un exfutbolista y entrenador argentino. Actualmente dirige a Universidad de Chile de la Primera División de Chile.

## Trayectoria

### Como jugador
En su etapa de jugador, se desempeñó como lateral izquierdo. Inició su carrera en las inferiores de Racing y Lanús, después pasó a Arsenal de Sarandí con quienes debutó en el Nacional B. En 1993 pasó a Temperley, donde consiguió un ascenso a la Primera B en 1995. En 1996 fichó por Barracas Central, etapa en la que además comenzó sus estudios de educación física.

### Como entrenador
Inició su etapa de entrenador con Temperley el 4 de mayo de 2016, fecha en que fue nombrado DT interino del club gasolero en sustitución de Iván Delfino. El 7 de mayo, tres días después de su nombramiento, dirigió su primer partido en Primera División durante la derrota de 2 a 0 contra San Martín de San Juan, en la cancha del Estadio Ingeniero Hilario Sánchez. El 10 de mayo debutó en la Copa Argentina 2015-16 durante los treintaidosavos de final, fase en las que sus dirigidos cayeron derrotados por marcador de 2 a 1 ante el Estudiantes de San Luis. Al frente de Temperley, logró su primer triunfo el 15 de mayo, día en que los gasoleros, ejerciendo localía, derrotaron por 2 a 0 a Newell's Old Boys. El 21 de mayo se despidió de Temperley con una derrota de 2 a 0 contra Racing en el Estadio Presidente Perón. El 10 de noviembre de ese año, solo unos meses después de haber salido del club, volvió a ser contratado como DT de Temperley. Su paso por el club gasolero, concluido en noviembre de 2017, constó de un total de 35 juegos dirigidos, de los cuales ganó 11, empató 6 y perdió 18.
El 21 de noviembre de 2017, tras haber renunciado en Temperley y tras la salida de Walter Perazzo, fue anunciado como nuevo DT de Aldosivi, club que por entonces disputaba la Primera B Nacional. Cinco días después, el 26 de noviembre, recibiendo a Brown de Adrogué, logró su primer triunfo bajo su cargo. El 4 de mayo de 2018, tras vencer por 3 a 1 a Almagro, su club consiguió un nuevo ascenso a la Primera División. Tras una gran campaña en la temporada 2018-19, en septiembre de 2019, luego de una mala racha, anunció su renuncia al banco de Aldosivi.
En diciembre de 2019, asume el mando en Patronato de la Primera División de Argentina.Tras un comienzo prometedor, el equipo atraviesa una racha de 9 partidos sin victorias, en diciembre de 2020 es cesado de su cargo.
En mayo de 2021 tiene su primera experiencia en el fútbol extranjero, siendo presentado como nuevo entrenador de Sport Boys de la Primera División del Perú por lo que queda de la temporada 2021. El club atravesaba una crisis futbolística e institucional, incluyendo problemas de pagos.El equipo tuvo una gran levantada y terminaría clasificando a Copa Sudamericana, pero antes de finalizar la temporada Álvarez decide dejar el cargo ante la falta de pago y problemas institucionales. En noviembre del mismo año, se anuncia como nuevo entrenador del Atlético Grau, recientemente ascendido a la Primera división peruana. Tras una destacada campaña, sobre todo en el torneo clausura donde terminó en un 3° lugar, en noviembre de 2022 se anuncia que no seguirá en el banco de Los Heroicos.
Días después de anunciarse su salida de Grau, es presentado como nuevo entrenador de Huachipato de la Primera división chilena. 
Tras varios años de pelear la baja, con la llegada de Álvarez el cuadro acerero fue la revelación en el primer semestre con un gran rendimiento y fue “campeón de invierno”.
En julio de 2023, se rumoreó su renuncia al banco acerero,ante las preguntas sobre esta supuesta renuncia el entrenador no respondió, siguiendo en su puesto. El 8 de diciembre de 2023, luego de la victoria de Huachipato ante Audax Italiano por 2:0 y la derrota de Cobresal, se coronó como campeón de la Primera División 2023, otorgándole el 3° título nacional al conjunto acerero. Siendo este el segundo torneo largo ganado por el club, con este título se aseguro la participación en la Copa Libertadores 2024 en zona de grupos. 
El 23 de diciembre de 2023 es anunciado como el nuevo entrenador de Universidad de Chile de la Primera División chilena, previo pago de una cláusula de salida de 200 mil USD líquidos más variables.
El 20 de noviembre de 2024, Se coronó como campeón de la Copa Chile 2024, ganando así el sexto título del club. Además peleó el torneo Nacional hasta la última fecha, obteniendo el subcampeonato. 
También clasifica al club para jugar nuevamente la Copa Libertadores en 2025, después de varios años de ausencia en la máxima competencia continental. 

## Clubes

### Como jugador
| Club             | País      | Año       |
| ---------------- | --------- | --------- |
| Arsenal          | Argentina | 1992-1993 |
| Temperley        | Argentina | 1993-1996 |
| Barracas Central | Argentina | 1996-1997 |
| Centro Español   | Argentina | 1997-1998 |

### Como entrenador
| Equipo                       | Div.                | Temporada           | Liga | Liga | Liga | Liga |    | Copa | Copa | Copa | Copa |   | Internacional | Internacional | Internacional | Internacional | Internacional |   | Otros | Otros | Otros | Otros |    | Totales     | Totales | Totales | Totales | Totales | Totales | Totales | Totales |
| Equipo                       | Div.                | Temporada           | PD   | G    | E    | P    | PD | G    | E    | P    | PD   | G | E             | P             | Pos.          | PD            | G             | E | P     | PD    | G     | E     | P  | Rendimiento | GF      | GC      | Dif.    |         |         |         |         |
| ---------------------------- | ------------------- | ------------------- | ---- | ---- | ---- | ---- | -- | ---- | ---- | ---- | ---- | - | ------------- | ------------- | ------------- | ------------- | ------------- | - | ----- | ----- | ----- | ----- | -- | ----------- | ------- | ------- | ------- | ------- | ------- | ------- | ------- |
| Temperley Argentina          | 1.ª                 | 2016                | 3    | 1    | 0    | 2    | 1  | 0    | 0    | 1    | -    | - | -             | -             | -             | -             | -             | - | -     | 4     | 1     | 0     | 3  | 25%         | 3       | 6       | -3      |         |         |         |         |
| Temperley Argentina          | 1.ª                 | 2016-17             | 20   | 8    | 4    | 8    | 2  | 1    | 0    | 1    | -    | - | -             | -             | -             | -             | -             | - | -     | 22    | 9     | 4     | 9  | 46.97%      | 28      | 29      | -1      |         |         |         |         |
| Temperley Argentina          | 1.ª                 | 2017-18             | 9    | 1    | 2    | 6    | -  | -    | -    | -    | -    | - | -             | -             | -             | -             | -             | - | -     | 9     | 1     | 2     | 6  | 18.52%      | 4       | 17      | -13     |         |         |         |         |
| Temperley Argentina          | Total               | Total               | 32   | 10   | 6    | 16   | 3  | 1    | 0    | 2    | -    | - | -             | -             | -             | -             | -             | - | -     | 35    | 11    | 6     | 18 | 37.14%      | 35      | 52      | -17     |         |         |         |         |
| Aldosivi Argentina           | 2.ª                 | 2017-18             | 16   | 9    | 4    | 3    | 1  | 0    | 1    | 0    | -    | - | -             | -             | -             | -             | -             | - | -     | 17    | 9     | 5     | 3  | 66.67%      | 22      | 14      | +8      |         |         |         |         |
| Aldosivi Argentina           | 1.ª                 | 2018-19             | 25   | 9    | 6    | 10   | 5  | 1    | 1    | 3    | -    | - | -             | -             | -             | -             | -             | - | -     | 30    | 10    | 7     | 13 | 41.11%      | 25      | 34      | -9      |         |         |         |         |
| Aldosivi Argentina           | 1.ª                 | 2019-20             | 8    | 1    | 2    | 5    | -  | -    | -    | -    | -    | - | -             | -             | -             | -             | -             | - | -     | 8     | 1     | 2     | 5  | 20.83%      | 6       | 10      | -4      |         |         |         |         |
| Aldosivi Argentina           | Total               | Total               | 49   | 19   | 12   | 18   | 6  | 1    | 2    | 3    | -    | - | -             | -             | -             | -             | -             | - | -     | 55    | 20    | 14    | 21 | 44.84%      | 53      | 58      | -5      |         |         |         |         |
| Patronato Argentina          | 1.ª                 | 2019-20             | 8    | 2    | 4    | 2    | 9  | 0    | 3    | 6    | -    | - | -             | -             | -             | -             | -             | - | -     | 17    | 2     | 7     | 8  | 25.49%      | 14      | 27      | -13     |         |         |         |         |
| Patronato Argentina          | Total               | Total               | 8    | 2    | 4    | 2    | 9  | 0    | 3    | 6    | -    | - | -             | -             | -             | -             | -             | - | -     | 17    | 2     | 7     | 8  | 25.49%      | 14      | 27      | -13     |         |         |         |         |
| Sport Boys · Perú            | 1.ª                 | 2021                | 8    | 3    | 3    | 2    | 3  | 2    | 1    | 0    | -    | - | -             | -             | -             | -             | -             | - | -     | 11    | 5     | 4     | 2  | 57.57%      | 13      | 10      | +3      |         |         |         |         |
| Sport Boys · Perú            | Total               | Total               | 8    | 3    | 3    | 2    | 3  | 2    | 1    | 0    | -    | - | -             | -             | -             | -             | -             | - | -     | 11    | 5     | 4     | 2  | 57.57%      | 13      | 10      | +3      |         |         |         |         |
| Atlético Grau · Perú         | 1.ª                 | 2022-A              | 18   | 4    | 6    | 8    | -  | -    | -    | -    | -    | - | -             | -             | -             | -             | -             | - | -     | 18    | 4     | 6     | 8  | 33.33%      | 20      | 23      | -3      |         |         |         |         |
| Atlético Grau · Perú         | 1.ª                 | 2022-C              | 18   | 11   | 4    | 3    | -  | -    | -    | -    | -    | - | -             | -             | -             | -             | -             | - | -     | 18    | 11    | 4     | 3  | 68.52%      | 30      | 19      | +11     |         |         |         |         |
| Atlético Grau · Perú         | Total               | Total               | 36   | 15   | 10   | 11   | -  | -    | -    | -    | -    | - | -             | -             | -             | -             | -             | - | -     | 36    | 15    | 10    | 11 | 50.93%      | 50      | 42      | +8      |         |         |         |         |
| Huachipato · Chile           | 1.ª                 | 2023                | 30   | 17   | 6    | 7    | 2  | 1    | 1    | 0    | -    | - | -             | -             | -             | -             | -             | - | -     | 32    | 18    | 7     | 7  | 63.54%      | 54      | 34      | +20     |         |         |         |         |
| Huachipato · Chile           | Total               | Total               | 30   | 17   | 6    | 7    | 2  | 1    | 1    | 0    | -    | - | -             | -             | -             | -             | -             | - | -     | 32    | 18    | 7     | 7  | 63.54%      | 54      | 34      | +20     |         |         |         |         |
| Universidad de Chile · Chile | 1.ª                 | 2024                | 30   | 19   | 8    | 3    | 10 | 6    | 2    | 2    | -    | - | -             | -             | -             | -             | -             | - | -     | 40    | 25    | 10    | 5  | 70.83%      | 74      | 28      | +46     |         |         |         |         |
| Universidad de Chile · Chile | 1.ª                 | 2025                | 20   | 12   | 2    | 6    | 8  | 4    | 2    | 2    | 9    | 5 | 1             | 3             | -             | 0             | 0             | 0 | 0     | 37    | 21    | 5     | 11 | 61.26%      | 78      | 38      | +40     |         |         |         |         |
| Universidad de Chile · Chile | Total               | Total               | 50   | 31   | 10   | 9    | 18 | 10   | 4    | 4    | 9    | 5 | 1             | 3             | -             | 0             | 0             | 0 | 0     | 77    | 46    | 15    | 16 | 66.23%      | 152     | 66      | +86     |         |         |         |         |
| Total en su carrera          | Total en su carrera | Total en su carrera | 213  | 97   | 51   | 65   | 41 | 15   | 11   | 15   | 9    | 5 | 1             | 3             | -             | 0             | 0             | 0 | 0     | 263   | 117   | 63    | 83 | 52.47%      | 371     | 289     | +82     |         |         |         |         |
| 1. 2. 3.                     |                     |                     |      |      |      |      |    |      |      |      |      |   |               |               |               |               |               |   |       |       |       |       |    |             |         |         |         |         |         |         |         |

#### Resumen estadístico
| Competición                    | Partidos | Ganados | Empatados | Perdidos | %      | Resultado              |
| ------------------------------ | -------- | ------- | --------- | -------- | ------ | ---------------------- |
| Primera B Nacional             | 16       | 9       | 4         | 3        | 68.75% | Campeón                |
| Primera División de Argentina  | 73       | 22      | 18        | 33       | 38.36% | 13.º lugar             |
| Copa Argentina                 | 6        | 1       | 2         | 3        | 27.78% | Dieciseisavos de final |
| Copa de la Superliga Argentina | 5        | 1       | 1         | 3        | 26.67% | Octavos de final       |
| Copa de la Liga Profesional    | 7        | 0       | 2         | 5        | 9.52%  | Fase de grupos         |
| Primera División del Perú      | 44       | 18      | 13        | 13       | 50.76% | 3.er lugar             |
| Copa Bicentenario              | 3        | 2       | 1         | 0        | 77.78% | Cuartos de final       |
| Primera División de Chile      | 80       | 48      | 16        | 16       | 66.67% | Campeón                |
| Copa Chile                     | 20       | 11      | 5         | 4        | 63.33% | Campeón                |
| Supercopa de Chile             | 0        | 0       | 0         | 0        | 0%     | En disputa             |
| Copa Libertadores              | 6        | 3       | 1         | 2        | 55.56% | Fase de grupos         |
| Copa Sudamericana              | 3        | 2       | 0         | 1        | 66.67% | En disputa             |
| TOTAL                          | 263      | 117     | 63        | 83       | 52.47% | 3 Títulos              |

## Palmarés

### Como jugador
| Título    | Club      | País      | Año     |
| --------- | --------- | --------- | ------- |
| Primera C | Temperley | Argentina | 1994-95 |

### Como entrenador
| Título             | Club                 | País      | Año     |
| ------------------ | -------------------- | --------- | ------- |
| Primera B Nacional | Aldosivi             | Argentina | 2017-18 |
| Primera División   | Huachipato           | Chile     | 2023    |
| Copa Chile         | Universidad de Chile | Chile     | 2024    |

### Distinciones individuales
| Distinción                                                                       | Año  |
| -------------------------------------------------------------------------------- | ---- |
| Mejor entrenador del fútbol chileno en los Premios América le responde a El País | 2023 |
| Mejor entrenador en la Gala Crack Easy                                           | 2024 |